# Zustand (Entwurfsmuster)
Der Zustand (englisch state) ist ein Entwurfsmuster aus dem Bereich der Softwareentwicklung, das zur Kategorie der Verhaltensmuster (englisch behavioral design patterns) gehört. Das Zustandsmuster wird zur Kapselung unterschiedlicher, zustandsabhängiger Verhaltensweisen eines Objektes eingesetzt.
Das Zustandsmuster ist eines der sogenannten „GoF“-Muster, d. h., es ist eines der im Buch Entwurfsmuster. Elemente wiederverwendbarer objektorientierter Software aufgeführten Entwurfsmuster („GoF“ steht für „Gang of Four“ oder „Viererbande“ nach den vier Autoren dieses 1994 veröffentlichten Buches). Das Zustandsmuster ist auch bekannt als „Objekte für Zustände“ (objects for states).

## Verwendung
Grundsätzlich gilt, dass das Verhalten eines Objekts abhängig von seinem Zustand ist. Durch die übliche Implementierung soll vermieden werden, die Zustände eines Objekts und das davon abhängige Verhalten in einer großen switch-Anweisung (basierend auf enumerierten Konstanten) zu kodieren. Jeder Fall der switch-Anweisung soll in einer eigenen Klasse implementiert werden, so dass der Zustand des Objektes selbst wieder ein Objekt ist, das unabhängig von anderen Objekten ist.

### Problem

#### Zustandsautomat
Für ein Objekt sind verschiedene Zustände, die möglichen Übergänge zwischen diesen Zuständen und das davon abhängige Verhalten zu definieren.
Dies ist hier in Form eines endlichen Automaten dargestellt. Dabei zeigt der schwarze Kreis auf den Startzustand und der schwarze Kreis mit der weißen Umrandung auf den Endzustand. Die gerichteten Kanten (Pfeile) zwischen den Zuständen Closed, Open und Deleted definieren den Zustandswechsel.

#### Hierarchischer Zustandsautomat
Ein einzelner Zustand eines Objektes kann wiederum in eine Anzahl verschiedener Zustände aufgeteilt werden. Den Zustand Open kann man beispielsweise unterteilen in Read und Write. Sie bilden einen zusammengesetzten Zustand Open.
Closed sowie Deleted betrachtet man unabhängig vom zusammengesetzten Zustand Open.
Diese Zustände kann man in einer Hierarchie anordnen. Open, Closed und Deleted sind in der ersten Ebene. In der zweiten Ebene befinden sich Read und Write, die dem Zustand Open zugeordnet sind.

### Lösung

#### Einfache Zustände
Das zustandsabhängige Verhalten des Objekts wird in separate Klassen ausgelagert, wobei für jeden möglichen Zustand eine eigene Klasse eingeführt wird, die das Verhalten des Objekts in diesem Zustand definiert. Damit der Kontext die separaten Zustandsklassen einheitlich behandeln kann, wird eine gemeinsame Abstrahierung dieser Klassen definiert.
Bei einem Zustandsübergang tauscht der Kontext das von ihm verwendete Zustandsobjekt aus.

## Akteure
Im Entwurfsmuster des Zustandes spielen drei Akteure eine Rolle. Der Kontext definiert die clientseitige Schnittstelle und verwaltet die separaten Zustandsklassen. Außerdem tauscht er diese bei einem Zustandsübergang aus.
Der Zustand definiert eine einheitliche Schnittstelle aller Zustandsobjekte und implementiert gegebenenfalls ein Standardverhalten. Beispielsweise kann im abstrakten Zustand die Ausführung jeglichen Verhaltens gesperrt werden. Das Verhalten kann in diesem Falle nur dann ausgeführt werden, wenn es vom konkreten Zustand durch Überschreiben der entsprechenden Methode freigeschaltet  wurde.
Der konkrete Zustand wiederum implementiert das Verhalten, das mit dem Zustand des Kontextobjektes verbunden ist.

## Varianten
- Für den Akteur Zustand kann eine Schnittstelle anstatt einer abstrakten Klasse definiert werden.
- Können mehrere Kontexte die gleichen Statusobjekte verwenden (sofern die Status durch ihre jeweiligen Klassen und nicht durch Instanzen definierbar sind bzw. Eigenschaftswerte in den Kontext ausgelagert werden können [z. B. der Dateiname]), kann Speicherplatz eingespart werden.

## Vor- und Nachteile
Ein Vorteil des Systems ist, dass komplexe und schwer zu lesende Bedingungsanweisungen vermieden werden können. Außerdem können neue Zustände und neues Verhalten auf einfache Weise hinzugefügt werden. Die Wartbarkeit wird erhöht und Zustandsobjekte können wiederverwendet werden.
Auf der anderen Seite rechtfertigt der Nutzen bei sehr einfachem zustandsbehaftetem Verhalten unter Umständen nicht den teils beträchtlichen Implementierungsaufwand. Kann das Objekt sehr viele Zustände annehmen, in denen jeweils nur sehr wenige Aktionen erlaubt sind, muss dennoch jeder Zustand für jede Aktion der anderen Zustände Code enthalten, um die Schnittstelle korrekt zu implementieren, auch wenn in diesen jeweils nur eine Ausnahmebehandlung stattfindet. In einer großen Bedingungsanweisung ließe sich die Ausnahmebehandlung hingegen in einem gemeinsamen "sonst"-Zweig vereinen.

## Beispiele
Prinzipiell kann jedes zustandsabhängige Verhalten durch dieses Entwurfsmuster abgebildet werden. Beispielsweise wird es für die Verwaltung von Sessions oder von Ein- und Ausgabeströmen, bei zustandbehafteten Bedienelementen einer grafischen Benutzeroberfläche oder bei Parkautomaten verwendet.

### C++
Diese C++14 Implementierung basiert auf dem vor C++98 Beispielcode im Buch Entwurfsmuster.
```
#include
 
<iostream>

#include
 
<stdexcept>

#include
 
<memory>

typedef
 
const
 
char
 
TCPOktettStream
;

class
 
TCPZustand
;

// definiert die Klienten interessierende Schnittstelle.

class
 
TCPVerbindung
 
{
 
// Kontext

public
:

  
TCPVerbindung
();

  
void
 
oeffneAktiv
();

  
void
 
oeffnePassiv
();

  
void
 
synchronisiere
();

  
void
 
sende
(
TCPOktettStream
*
);

  
void
 
schliesse
();

  
void
 
bearbeiteOktett
(
TCPOktettStream
*
 
o
)
 
{

    
std
::
cout
 
<<
 
".."
 
<<
 
this
 
<<
 
" TCPVerbindung::bearbeiteOktett "
 
<<
 
o
 
<<
 
'\n'
;

  
}

private
:

  
friend
 
class
 
TCPZustand
;

  
void
 
aendereZustand
(
TCPZustand
*
 
s
)
 
{

    
zustand
 
=
 
s
;
 
// braucht TCPZustand Deklaration

  
}

private
:

  
// verwaltet eine Instanz (Exemplar) einer KonkreterZustand-Unterklasse, welche den aktuellen Zustand definiert.

  
TCPZustand
*
 
zustand
;

};

// definiert eine Schnittstelle zur Kapselung des mit einem bestimmten Zustand des Kontextobjekts verbundenen Verhaltens.

class
 
TCPZustand
 
{
 
// Zustand

public
:

  
virtual
 
void
 
uebertrage
(
TCPVerbindung
*
,
 
TCPOktettStream
*
)
 
=
 
0
;

  
virtual
 
void
 
oeffneAktiv
(
TCPVerbindung
*
)
 
=
 
0
;

  
virtual
 
void
 
oeffnePassiv
(
TCPVerbindung
*
)
 
=
 
0
;

  
virtual
 
void
 
schliesse
(
TCPVerbindung
*
)
 
=
 
0
;

  
virtual
 
void
 
synchronisiere
(
TCPVerbindung
*
)
 
=
 
0
;

  
virtual
 
~
TCPZustand
()
 
=
 
default
;

protected
:

  
void
 
aendereZustand
(
TCPVerbindung
*
 
t
,
 
TCPZustand
*
 
s
)
 
{

    
std
::
cout
 
<<
 
"..TCPZustand::aendereZustand zu "
 
<<
 
s
 
<<
 
'\n'
;

    
t
->
aendereZustand
(
s
);

  
}

};

void
 
TCPVerbindung::oeffneAktiv
()
 
{

  
std
::
cout
 
<<
 
this
 
<<
 
" TCPVerbindung::oeffneAktiv
\n
"
;

  
zustand
->
oeffneAktiv
(
this
);
 
// braucht TCPZustand Definition

}

void
 
TCPVerbindung::oeffnePassiv
()
 
{

  
std
::
cout
 
<<
 
this
 
<<
 
" TCPVerbindung::oeffnePassiv
\n
"
;

  
zustand
->
oeffnePassiv
(
this
);

}

void
 
TCPVerbindung::sende
(
TCPOktettStream
*
 
s
)
 
{

  
std
::
cout
 
<<
 
this
 
<<
 
" TCPVerbindung::sende "
 
<<
 
s
 
<<
 
'\n'
;

  
zustand
->
uebertrage
(
this
,
 
s
);

}

void
 
TCPVerbindung::synchronisiere
()
 
{

  
std
::
cout
 
<<
 
this
 
<<
 
" TCPVerbindung::synchronisiere
\n
"
;

  
zustand
->
synchronisiere
(
this
);

}

void
 
TCPVerbindung::schliesse
()
 
{

  
std
::
cout
 
<<
 
this
 
<<
 
" TCPVerbindung::schliesse
\n
"
;

  
zustand
->
schliesse
(
this
);

}

// jede Unterklasse implementiert ein Verhalten, das mit einem Zustand des Kontextobjekts verbunden ist.

class
 
TCPEtabliert
 
:
 
public
 
TCPZustand
 
{
 
// KonkreterZustand

public
:

  
static
 
TCPZustand
*
 
instance
();

  
virtual
 
void
 
oeffneAktiv
(
TCPVerbindung
*
)
 
override
 
{

    
throw
 
std
::
runtime_error
(
"TCPEtabliert::oeffneAktiv"
);

  
}

  
virtual
 
void
 
oeffnePassiv
(
TCPVerbindung
*
)
 
override
 
{

    
throw
 
std
::
runtime_error
(
"TCPEtabliert::oeffnePassiv"
);

  
}

  
virtual
 
void
 
synchronisiere
(
TCPVerbindung
*
)
 
override
 
{

    
throw
 
std
::
runtime_error
(
"TCPEtabliert::synchronisiere"
);

  
}

  
virtual
 
void
 
uebertrage
(
TCPVerbindung
*
,
 
TCPOktettStream
*
)
 
override
;

  
virtual
 
void
 
schliesse
(
TCPVerbindung
*
)
 
override
;

};

class
 
TCPBereit
 
:
 
public
 
TCPZustand
 
{
 
// KonkreterZustand

public
:

  
static
 
TCPZustand
*
 
instance
();

  
virtual
 
void
 
oeffneAktiv
(
TCPVerbindung
*
)
 
override
 
{

    
throw
 
std
::
runtime_error
(
"TCPBereit::oeffneAktiv"
);

  
}

  
virtual
 
void
 
oeffnePassiv
(
TCPVerbindung
*
)
 
override
 
{

    
throw
 
std
::
runtime_error
(
"TCPBereit::oeffnePassiv"
);

  
}

  
virtual
 
void
 
synchronisiere
(
TCPVerbindung
*
)
 
override
;

  
virtual
 
void
 
uebertrage
(
TCPVerbindung
*
,
 
TCPOktettStream
*
)
 
override
 
{

    
throw
 
std
::
runtime_error
(
"TCPBereit::uebertrage"
);

  
}

  
virtual
 
void
 
schliesse
(
TCPVerbindung
*
)
 
override
 
{

    
throw
 
std
::
runtime_error
(
"TCPBereit::schliesse"
);

  
}

};

class
 
TCPBeendet
 
:
 
public
 
TCPZustand
 
{
 
// KonkreterZustand

public
:

  
static
 
TCPZustand
*
 
instance
();

  
virtual
 
void
 
oeffneAktiv
(
TCPVerbindung
*
)
 
override
;

  
virtual
 
void
 
oeffnePassiv
(
TCPVerbindung
*
)
 
override
;

  
virtual
 
void
 
synchronisiere
(
TCPVerbindung
*
)
 
override
 
{

    
throw
 
std
::
runtime_error
(
"TCPBeendet::synchronisiere"
);

  
}

  
virtual
 
void
 
uebertrage
(
TCPVerbindung
*
,
 
TCPOktettStream
*
)
 
override
 
{

    
throw
 
std
::
runtime_error
(
"TCPBeendet::uebertrage"
);

  
}

  
virtual
 
void
 
schliesse
(
TCPVerbindung
*
)
 
override
 
{

    
throw
 
std
::
runtime_error
(
"TCPBeendet::schliesse"
);

  
}

};

// braucht TCPBeendet definition

TCPVerbindung
::
TCPVerbindung
()
 
:
zustand
(
TCPBeendet
::
instance
())
 
{}

// Unterklassen von TCPZustand besitzen keinen lokalen Zustand, so daß sie gemeinsam genutzt werden können und nur eine Instanz (Exemplar) benötigt wird.

static
 
TCPEtabliert
 
tcpEtabliert
;

static
 
TCPBereit
 
tcpBereit
;

static
 
TCPBeendet
 
tcpBeendet
;

TCPZustand
*
 
TCPEtabliert::instance
()
 
{

  
return
 
&
tcpEtabliert
;

}

TCPZustand
*
 
TCPBereit::instance
()
 
{

  
return
 
&
tcpBereit
;

}

TCPZustand
*
 
TCPBeendet::instance
()
 
{

  
return
 
&
tcpBeendet
;

}

// gültige Methoden der TCPZustand Kindklassen 

void
 
TCPEtabliert::uebertrage
(
TCPVerbindung
*
 
t
,
 
TCPOktettStream
*
 
o
)
 
{

  
std
::
cout
 
<<
 
".TCPEtabliert::uebertrage "
 
<<
 
o
 
<<
 
'\n'
;

  
t
->
bearbeiteOktett
(
o
);

}

void
 
TCPEtabliert::schliesse
(
TCPVerbindung
*
 
t
)
 
{

  
std
::
cout
 
<<
 
".TCPEtabliert::schliesse
\n
"
;

  
aendereZustand
(
t
,
 
TCPBeendet
::
instance
());

}

void
 
TCPBereit::synchronisiere
(
TCPVerbindung
*
 
t
)
 
{

  
std
::
cout
 
<<
 
".TCPBereit::synchronisiere
\n
"
;

  
aendereZustand
(
t
,
 
TCPEtabliert
::
instance
());

}

void
 
TCPBeendet::oeffneAktiv
(
TCPVerbindung
*
 
t
)
 
{

  
std
::
cout
 
<<
 
".TCPBeendet::oeffneAktiv
\n
"
;

  
aendereZustand
(
t
,
 
TCPEtabliert
::
instance
());

}

void
 
TCPBeendet::oeffnePassiv
(
TCPVerbindung
*
 
t
)
 
{

  
std
::
cout
 
<<
 
".TCPBeendet::oeffnePassiv
\n
"
;

  
aendereZustand
(
t
,
 
TCPBereit
::
instance
());

}

int
 
main
()
 
{

  
// Die Smart Pointers verhindern Memory Leaks

  
std
::
unique_ptr
<
TCPVerbindung
>
 
tc1
 
=
 
std
::
make_unique
<
TCPVerbindung
>
();

  
std
::
unique_ptr
<
TCPVerbindung
>
 
tc2
 
=
 
std
::
make_unique
<
TCPVerbindung
>
();

  
tc1
->
oeffneAktiv
();

  
tc2
->
oeffnePassiv
();

  
tc1
->
sende
(
"Hello, "
);

  
tc2
->
synchronisiere
();

  
tc2
->
sende
(
"world"
);

  
tc1
->
schliesse
();
  

  
tc2
->
schliesse
();

  
tc2
->
sende
(
"again"
);

}

```

Die Programmausgabe ist ähnlich zu:
```
0x19d9e70
 
TCPVerbindung
::
oeffneAktiv

.
TCPBeendet
::
oeffneAktiv

..
TCPZustand
::
aendereZustand
 
zu
 
0x6030a8

0x19d9e90
 
TCPVerbindung
::
oeffnePassiv

.
TCPBeendet
::
oeffnePassiv

..
TCPZustand
::
aendereZustand
 
zu
 
0x6030b0

0x19d9e70
 
TCPVerbindung
::
sende
 
Hello
,
 

.
TCPEtabliert
::
uebertrage
 
Hello
,
 

.
.0
x19d9e70
 
TCPVerbindung
::
bearbeiteOktett
 
Hello
,
 

0x19d9e90
 
TCPVerbindung
::
synchronisiere

.
TCPBereit
::
synchronisiere

..
TCPZustand
::
aendereZustand
 
zu
 
0x6030a8

0x19d9e90
 
TCPVerbindung
::
sende
 
world

.
TCPEtabliert
::
uebertrage
 
world

.
.0
x19d9e90
 
TCPVerbindung
::
bearbeiteOktett
 
world

0x19d9e70
 
TCPVerbindung
::
schliesse

.
TCPEtabliert
::
schliesse

..
TCPZustand
::
aendereZustand
 
zu
 
0x6030b8

0x19d9e90
 
TCPVerbindung
::
schliesse

.
TCPEtabliert
::
schliesse

..
TCPZustand
::
aendereZustand
 
zu
 
0x6030b8

0x19d9e90
 
TCPVerbindung
::
sende
 
again

terminate
 
called
 
after
 
throwing
 
an
 
instance
 
of
 
'
std
::
runtime_error
'

  
what
()
:
  
TCPBeendet
::
uebertrage

```

### Java
Hier ist ein Beispiel für das Verhaltensmuster Zustand:
```
interface
 
Statelike
 
{

    
void
 
writeName
(
final
 
StateContext
 
STATE_CONTEXT
,
 
final
 
String
 
NAME
);

}

class
 
StateA
 
implements
 
Statelike
 
{

    
@Override

    
public
 
void
 
writeName
(
final
 
StateContext
 
STATE_CONTEXT
,
 
final
 
String
 
NAME
)
 
{

        
System
.
out
.
println
(
NAME
.
toLowerCase
());

        
STATE_CONTEXT
.
setState
(
new
 
StateB
());

    
}

}

class
 
StateB
 
implements
 
Statelike
 
{

    
/** State counter */

    
private
 
int
 
count
 
=
 
0
;

    
@Override

    
public
 
void
 
writeName
(
final
 
StateContext
 
STATE_CONTEXT
,
 
final
 
String
 
NAME
)
 
{

        
System
.
out
.
println
(
NAME
.
toUpperCase
());

        
// Change state after StateB's writeName() gets invoked twice

        
if
(
++
count
 
>
 
1
)
 
{

            
STATE_CONTEXT
.
setState
(
new
 
StateA
());

        
}

    
}

}

```

Die Kontextklasse hat eine Zustandsvariable, die sie hier als StateA in einem Anfangszustand instanziiert. In seinen Methoden verwendet sie die entsprechenden Methoden des Zustandsobjekts.
```
public
 
class
 
StateContext
 
{

    
private
 
Statelike
 
myState
;

    
public
 
StateContext
()
 
{

        
setState
(
new
 
StateA
());

    
}

    
public
 
void
 
setState
(
final
 
Statelike
 
NEW_STATE
)
 
{

        
myState
 
=
 
NEW_STATE
;

    
}

    
public
 
void
 
writeName
(
final
 
String
 
NAME
)
 
{

        
myState
.
writeName
(
this
,
 
NAME
);

    
}

}

```

Der Test unten soll auch die Verwendung veranschaulichen:
```
public
 
class
 
TestClientState
 
{

    
public
 
static
 
void
 
main
(
String
[]
 
args
)
 
{

        
final
 
StateContext
 
SC
 
=
 
new
 
StateContext
();

        
SC
.
writeName
(
"Montag"
);

        
SC
.
writeName
(
"Dienstag"
);

        
SC
.
writeName
(
"Mittwoch"
);

        
SC
.
writeName
(
"Donnerstag"
);

        
SC
.
writeName
(
"Freitag"
);

        
SC
.
writeName
(
"Samstag"
);

        
SC
.
writeName
(
"Sonntag"
);

    
}

}

```

Gemäß obigem Code ist die Ausgabe der main()-Methode von TestClientState:
```
montag
DIENSTAG
MITTWOCH
donnerstag
FREITAG
SAMSTAG
sonntag
```